# Wesley Kreder
Wesley Kreder (Leiden, 4 de novembro de 1990) é um ciclista profissional neerlandês que atualmente corre para a equipa Circus-Wanty Gobert.
O seu irmão de Kreder, Dennis, também é um ciclista profissional ao igual que o seu primos Michel Kreder e Raymond Kreder. Wesley e Dennis foram parceiros no Van Vliet-EBH-Elshof, enquanto Michel e Raymond correram juntos na equipa UCI ProTeam a Garmin-Sharp. Em 2014 Wesley voltou a coincidir com o seu primo Michel na equipa Wanty-Groupe Gobert.

## Biografia
Nascido em Leiden, Kreder tem competido como profissional desde meados da temporada de 2012 quando se uniu à equipa Vacansoleil-DCM como stagiaire, após ter sido membro da equipa Rabobank Continental desde 2010. Kreder conseguiu a sua primeira vitória como profissional em outubro de 2012, se combinando com o Tour de Vendée.

## Palmarés
2010
- Ronde van Midden-Nederland

2012
- Tour de Vendée

2014
- 3º no Campeonato dos Países Baixos em Estrada

2016
- 1 etapa do Ster ZLM Toer

## Equipas
- Van Vliet-EBH-Elshof (2009)
- Rabobank Continental Team (2010-2012)[2]
- Vacansoleil-DCM Pro Cycling Team (2012-[3] 2013)
- Wanty-Groupe Gobert (2014)
- Roompot Oranje Peloton (2015-2016)
- Wanty (2017-)
  - Wanty-Groupe Gobert (2017-2018)
  - Wanty-Gobert Cycling Team (2019)
  - Circus-Wanty Gobert (2020)